# 1912년 하계 올림픽 레슬링
1912년 하계 올림픽 레슬링은 총 5개의 세부종목으로 치러졌으며 그레코로만형에 남성 종목만 편성되었다.
라이트헤비급 결승전은 9시간이나 진행되었으나 무승부로 결정되었고 두 선수 모두 은메달을 수여하기로 결정되었다.

## 경기 결과

### 그레코로만형
| 종목                | 금                       | 은                           | 동                           |
| ------------------- | ------------------------ | ---------------------------- | ---------------------------- |
| 페더급 자세히       | 카를로 코스켈로 · 핀란드 | 게오르크 게르스태커 · 독일   | 오토 라사넨 · 핀란드         |
| 라이트급 자세히     | 에밀 배레 · 핀란드       | 구스타프 말름스트룀 · 스웨덴 | 에드빈 마티아손 · 스웨덴     |
| 미들급 자세히       | 클라에스 요한손 · 스웨덴 | 마르틴 클라인 · 러시아 제국  | 알프레드 아시카이넨 · 핀란드 |
| 라이트헤비급 자세히 | (없음)                   | 안데르스 알그렌 · 스웨덴     | 벨러 버르거 · 헝가리         |
| 라이트헤비급 자세히 | (없음)                   | 이바르 뵈흘링 · 핀란드       | 벨러 버르거 · 헝가리         |
| 헤비급 자세히       | 위리외 사렐라 · 핀란드   | 요한 올린 · 핀란드           | 쇠렌 마리누스 옌센 · 덴마크  |

## 참가국
이번 대회에는 18개국 170명의 선수가 참가하였다.
- 오스트리아 (8)
- 벨기에 (1)
- 보헤미아 (4)
- 덴마크 (9)
- 핀란드 (37)
- 프랑스 (6)
- 독일 (14)
- 영국 (12)
- 그리스 (1)
- 헝가리 (10)
- 아이슬란드 (1)
- 이탈리아 (6)
- 네덜란드 (3)
- 노르웨이 (9)
- 포르투갈 (2)
- 러시아 제국 (11)
- 스웨덴 (34)
- 미국 (2)

## 메달 순위
| 순위       | 나라         | 금 | 은 | 동 | 합계 |
| ---------- | ------------ | -- | -- | -- | ---- |
| 1          | 핀란드 (FIN) | 3  | 2  | 2  | 7    |
| 2          | 스웨덴 (SWE) | 1  | 2  | 1  | 4    |
| 3          | 러시아 제국  | 0  | 1  | 0  | 1    |
| 3          | 독일 (GER)   | 0  | 1  | 0  | 1    |
| 5          | 덴마크 (DEN) | 0  | 0  | 1  | 1    |
| 5          | 헝가리 (HUN) | 0  | 0  | 1  | 1    |
| 합계 (6개) | 합계 (6개)   | 4  | 6  | 5  | 15   |